# 알프레드 모이지우
알프레드 모이지우(Alfred Spiro Moisiu, 1929년 12월 1일 ~)는 알바니아의 제4대 대통령이다.